# James Crafts

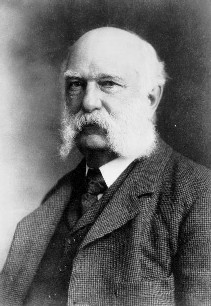
James Crafts.

James Mason Crafts, född 8 mars 1839 i Boston, död 20 juni 1917, var en amerikansk kemist. Han är mest känd för att tillsammans med Charles Friedel har utvecklat de alkylerings- och acyleringsreaktioner som kallas Friedel-Crafts reaktion, och som upphovsmännen publicerade 1877.
Crafts tog examen från Harvard University 1858, och vistades därefter i Tyskland och Frankrike, där han studerade och var assistent hos först Robert Bunsen och därefter Adolphe Wurtz. 1865 återvände han till USA, var 1868-1870 professor i kemi vid Cornell University och 1870-1874 professor i kemi vid Massachusetts Institute of Technology (MIT). Från 1874 vistades han åter i Paris och ägnade sig åt forskning tillsammans med Friedel. Efter att 1891 ha återvänt en andra gång till USA var han 1892-1897 professor i organisk kemi vid MIT och 1898-1900 MIT:s rektor. Crafts tilldelades Rumfordpriset 1911.